# جيسي كومبس
جيسيكا كومبس (27 تمّوز/يوليو 1980 - 27 آبأغسطس 2019) هي متسابقة أمريكية محترفة وشخصية تلفزيونية وصانِعة. اشتهرت جيسي بعدما نجحت في تحقيقِ رقمٍ قياسيّ كأسرع متسابقة على سيارة ذات أربع عجلات في عام 2013 ثمّ عادت وحطمت رقمها القياسي هذا في عام 2016 حتى أصبحت تُعرف باسمِ «أسرع امرأة على أربع عجلات».
شاركت في استضافة برنامج إكستريم 4×4 على قناة سبايك لأكثر من 90 حلقة من عام 2005 إلى عام 2009، كما ظهرت في برامج تلفزيونية أخرى على غرار برنامج مدمرو الخرافات وبرنامج قائمة الأشياء التي يجبُ أن تفعلها قبل أن تموت بالإضافةِ إلى برنامج كيف تُصنع، وبرنامج كلّ شيء في عام 2016.
تُوفيّت كومبس في حادث تحطم سيارة تعملُ بالطاقة النفاثة في جنوب شرق ولاية أوريغون أثناء محاولتها تحطيم رقمها القياسي في أسرع متسابقة في سيّارة ذات أربع عجلات.

## الحياة المُبكّرة والتعليم
وُلد جيسي كومبس في روكرفيل بولاية ساوث داكوتا في 27 تمّوز/يوليو 1980. هي ابنةُ جيمي كومبس ونينا دارينجتون. انتقلت العائلة إلى بيدمونت في ساوث داكوتا عندما كان عمرها عامين. لديها ثلاثة أشقاء وهم كيلي كومبس، أوستن دارينغتون ودانييل ثيس وشقيقتان هما ربيكا وأرييل. تخرجت جيسي من مدرسة ستيفنز الثانوية في عام 1998. 
بحلول عام 2004؛ اقتحمت كومبس عالم التلفزيون حيثُ بدأت في الظهور في عددٍ من البرامج المتنوّعة والمختلفة قبل أن تحصل لها على أول وظيفة حينما عيّنتها شركة هي وطالبٌ آخر بمهمّة تصنيع سيارة من الألف إلى الياء حتى تُعرض في معرض جمعية تسويق المعدات المتخصصة (SEMA).

## المسيرة المهنيّة

### التلفاز
استضافت جيسي كومبس الرنامج التلفزيوني إكستريم 4×4 لمدة أربع سنوات، قبل أن تُعلن في شباط/فبراير 2008 ترك البرنامج. ظهرت جيسي في العام الموالي في اثنتي عشرة حلقة من الموسم السابع من برنامج مدمرو الخرافات حيثُ عوّضت غياب كاري بايرون التي كانت في إجازة أمومة.
بدأت في تشرين الأول/أكتوبر 2011 في تسجيل عدّة حلقاتٍ من برنامج قائمة الأشياء التي يجبُ أت تفعلها قبل أن تموت وهو برنامجٌ يصوّر مغامرات تقومُ به جيسي وأخريات في أماكن مختلفة. لاقى البرنامج استحسانًا كبيرًا كما نال عدّة جوائز محليّة. حتى تشرين الأول/أكتوبر 2014؛ عملت كومبس كواحدة من مضيفي برنامج مرآب كلّ الفتيات الذي كان يصوّر نساءً وهنّ يقمنَ بإصلاح وتطوير السيارات الجديدة والكلاسيكية وجعلها قويّة وحديثة. غابت عن التلفاز لمدّة قبل أن تعاود الظهور عام 2018 في برنامج كسر الغرفة الذي عُرض لفترة قصيرة على قناة ديسكفري.

### السباقات
كسائق محترف؛ تسابقت جيسي كومبس في مجموعة واسعة من الأحداث وحظيت بالعديد من النجاحات. 
- سباق إلترا 4 كينغ أوف هامرز عام 2017
- سباق إلترا 4 كينغ أوف هامرز عام 2016[18]
- رالي دي جازيل عام 2015
- سباق سكور باجا عام 2015
- سباق إلترا 4 كينغ أوف هامرز عام 2014
- إلترا 4 كينغ أوف هامرز (المناطق الجنوبيّة) عام 2014
- سباق إلترا 4 ستامبيد ليجند كلاس عام 2014
- سباق خاص حقّقت فيهِ الرقم القياسي بسرعة قصوىٍ بلغت 440 ميل في الساعة عام 2013
- سباق سكور باجا عام 2011[19]

في 9 تشرين الأول/أكتوبر 2013آ قادت كومبس مشروع السيارة نورث أمريكان إيجل في صحراء ألفورد، حيث حقّقت الرقم القياسي كأسرع سائقة سيارة ذات أربع عجلات بعدما بلغت سرعتها 398.954 ميل في الساعة (632 كم/ساعة) بينما بلغت سرعتها القصوى ما مقداره 440.709 ميل في الساعة (709 كم/ساعة). بهذا الرقم؛ حطّمت جيسي الرقم القياسي السابق الذي كان قد بلغَ 308.506 ميل في الساعة (496.492 كم/س) والذي صمدَ لمدة 48 عامًا بعدما كان قد سُجّل عام 1965. في 7 أيلول/سبتمبر 2016؛ سجّلت كومبس رقمًا قياسيًا جديدًا – محطمة بذلك رقمها السابق – بلغَ 477.59 ميل في الساعة (768.61 كم/س). فازت جيسي في سباق إلترا 4 عام 2014 واحتلت بعد عامين المركز الأول في سباق كينغ أوف ذا هامرز فيما حلّت في المركز الثاني في الثاني عشر في أحدِ السباقات المحليّة عام 2017.

## الوفاة
تُوفيّت كومبس خلال محاولتها تسجيل رقم قياسي جديد كجزء من مشروع السيارة نورث أمريكان إيجل في 27 آب/أغسطس 2019 في صحراء ألفورد بولاية أوريغون.

## روابط خارجية
- جيسي كومبس على موقع IMDb (الإنجليزية)